# Camino de Santiago a Finisterre
Camino de Santiago a Finisterre  también es conocido como Prolongación Jacobea, Camino a Finisterre, o Epílogo al Camino de Santiago. Este camino histórico ya está descrito en las crónicas del siglo X. A diferencia de las demás rutas jacobeas, esta no tiene como destino la capital compostelana, sino que este es precisamente su origen.

## Trazado de la ruta

### Ruta principal
| Santiago de Compostela                | La Coruña | 0    |                                             |              |  |
| Ponte Sarela (Santiago de Compostela) | La Coruña | 2    |                                             |              |  |
| Moas (Santiago de Compostela)         | La Coruña | 4    |                                             |              |  |
| Carballal (Santiago de Compostela)    | La Coruña | 5    |                                             |              |  |
| Augapesada (Ames)                     | La Coruña | 11.5 |                                             |              |  |
| Trasmonte (Ames)                      | La Coruña | 14   |                                             |              |  |
| Ponte Maceira (Ames)                  | La Coruña | 17   |                                             |              |  |
| Negreira                              | La Coruña | 21   | A Picota a 28 km Olveiroa a 35 km           |              |  |
| Zas (Negreira)                        | La Coruña | 25   |                                             |              |  |
| La Pena (Negreira)                    | La Coruña | 30   |                                             |              |  |
| Maroñas (Mazaricos)                   | La Coruña | 42   |                                             |              |  |
| Vilar do Castro (Mazaricos)           | La Coruña | 46   | Inició Camino Complementario A Picota, 3 km | Hotel a 4 km |  |
| Abeleiroas (Mazaricos)                | La Coruña | 49   |                                             | Hotel a 2 km |  |
| Corzón (Mazaricos)                    | La Coruña | 54   |                                             |              |  |
| Ponte Olveira (Mazaricos)             | La Coruña | 56   | A Picota a 3 km Por Camino complementario.  |              |  |
| Olveiroa (Dumbría)                    | La Coruña | 58   |                                             |              |  |
| Cee                                   | La Coruña | 77   |                                             |              |  |
| Corcubión                             | La Coruña | 78   |                                             |              |  |
| Sardiñeiro (Finisterre)               | La Coruña | 80.5 |                                             |              |  |
| Finisterre                            | La Coruña | 87   |                                             |              |  |
| Cabo de Finisterre                    | La Coruña | 90   |                                             |              |  |

## Patrimonio de la ruta
- El Cabo de Finisterre y la Ría de Corcubión son los accidentes geográficos que conforman el paisaje natural y cultural de la ruta.
- Esta peculiar ruta ofrece al caminante algunos monumentos y espacios culturales merecedores de un especial reconocimiento. Estos son algunos de ellos:
  - Capilla de Ánimas en Santiago de Compostela.
  - Capilla del Buensuceso  en Finisterre.
  - Casa del Cabildo en Santiago de Compostela.
  - Casa-pazo de Vaamonde en Santiago de Compostela.
  - Castillo de San Carlos  en Finisterre.
  - Catedral de Santiago de Compostela.
  - Cementerio del Fin de la Tierra - de César Portela  en Finisterre.
  - Colegio de San Jerónimo en Santiago de Compostela.
  - Colegio Mayor Fonseca en Santiago de Compostela.
  - Crucero de Lens en Ames.
  - Faro en Finisterre.
  - Fuente de los Bueyes en Santiago de Compostela.
  - Hostal de los Reyes Católicos en Santiago de Compostela.
  - Iglesia de Santa María en Trasmonte.
  - Iglesia de Santa María  en Finisterre.
  - Lonja Turística  en Finisterre.
  - Monasterio de San Martín Pinario en Santiago de Compostela.
  - Monasterio de San Pelayo de Antealtares en Santiago de Compostela.
  - Monumento al Emigrante  en Finisterre.
  - Palacio de Rajoy en Santiago de Compostela.
  - Pazo de A Albariña en Negreira.
  - Pazo de O Cotón en Negreira.
  - Plaza de Azabachería en Santiago de Compostela.
  - Plaza de Platerías en Santiago de Compostela.
  - Puente romano en Aguapesada.
  - Universidad de Santiago de Compostela.
  - Iglesia San Juan de Mazaricos en A Picota Mazaricos.

## Galería de imágenes
- Wikimedia Commons alberga una categoría multimedia sobre Camino de Santiago a Finisterre.

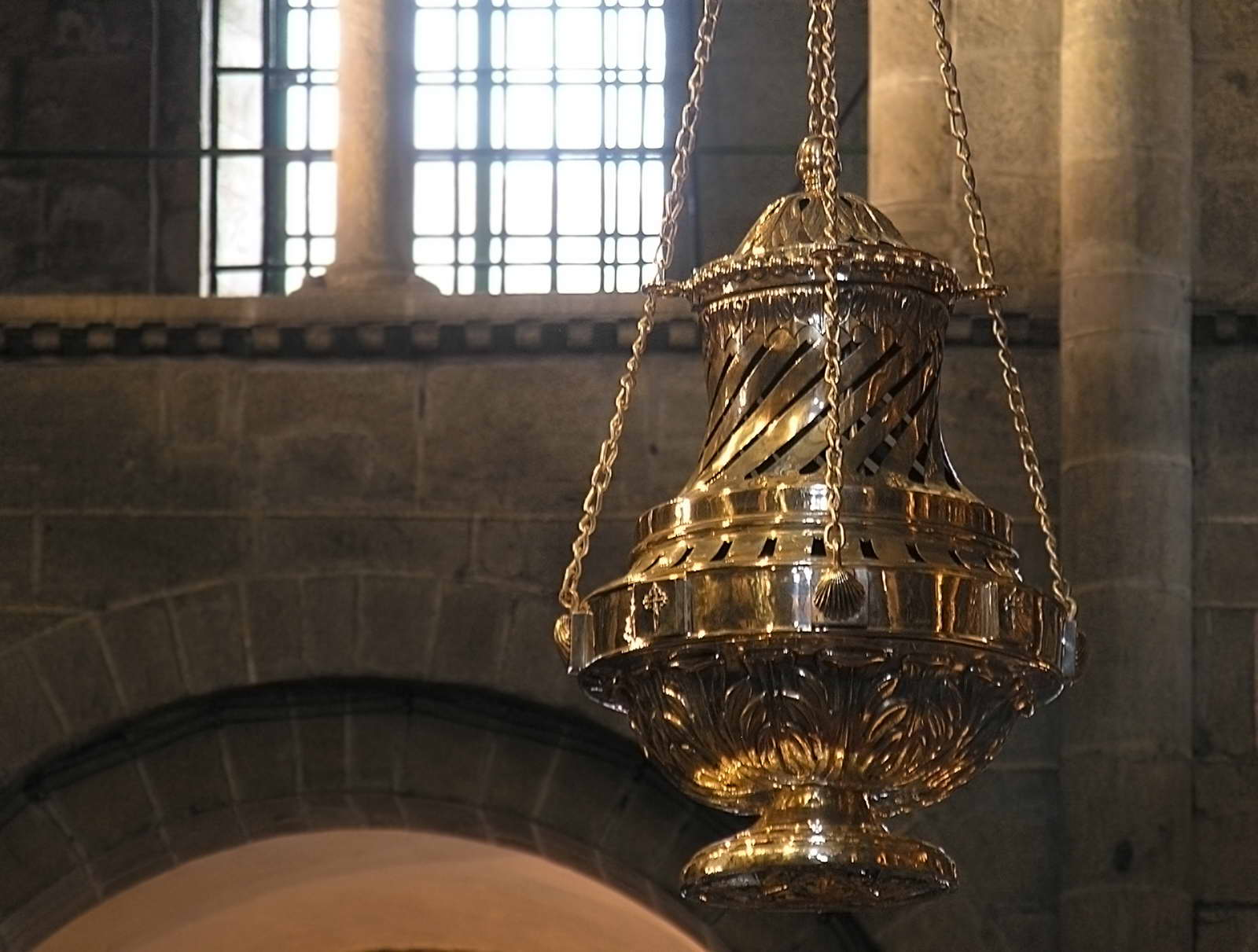
El Botafumeiro de la Catedral de Santiago de Compostela
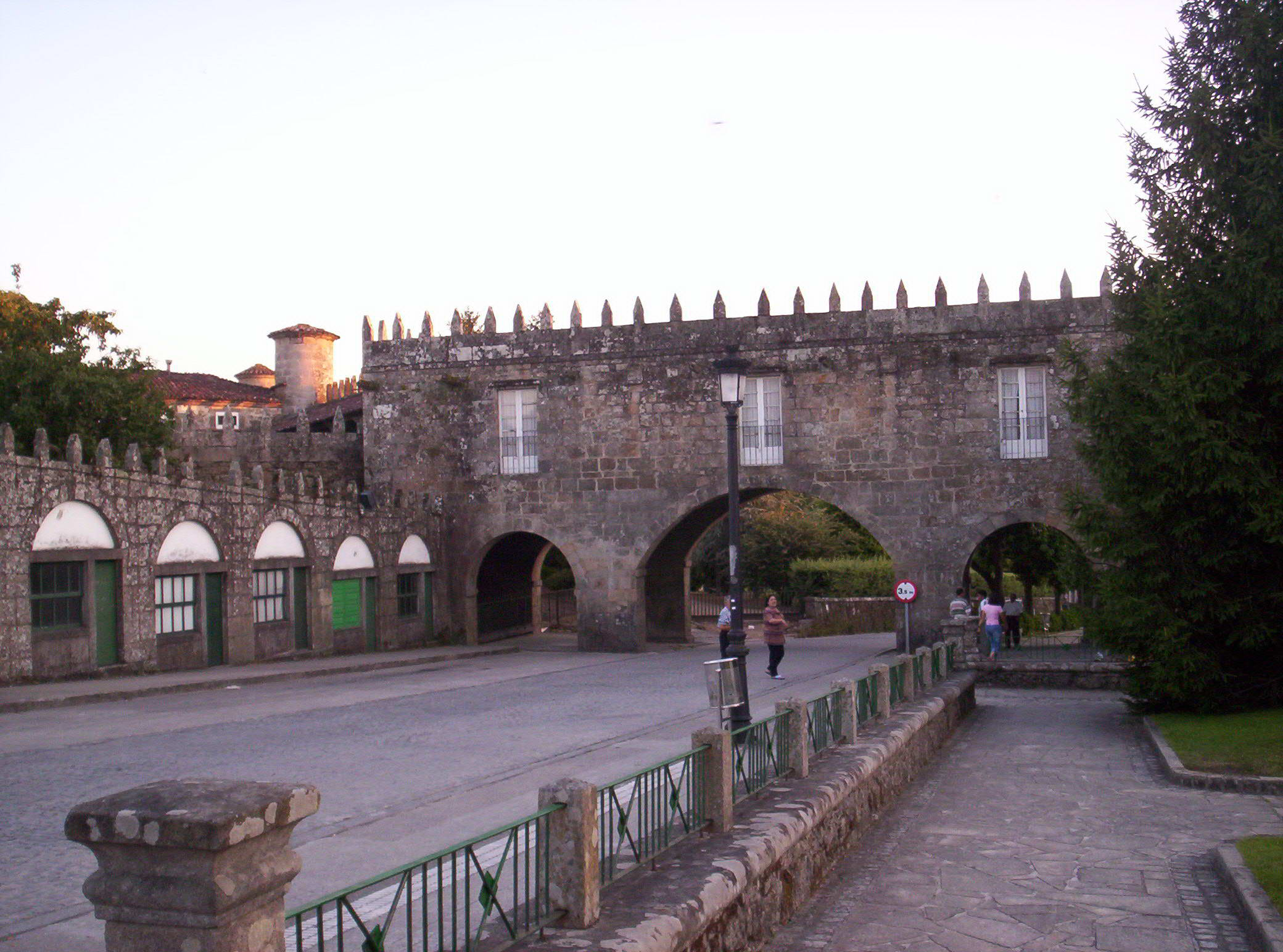
Pazo de O Cotón en Negreira
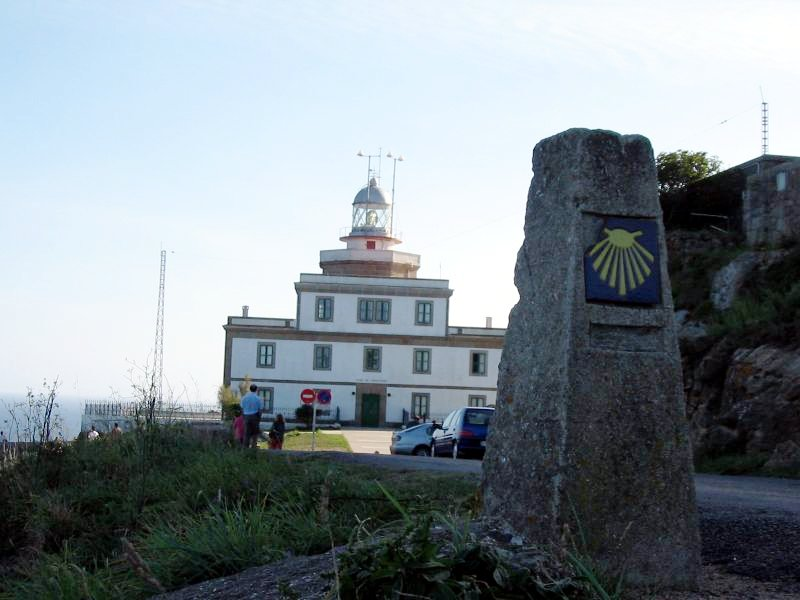
Faro de Finisterre
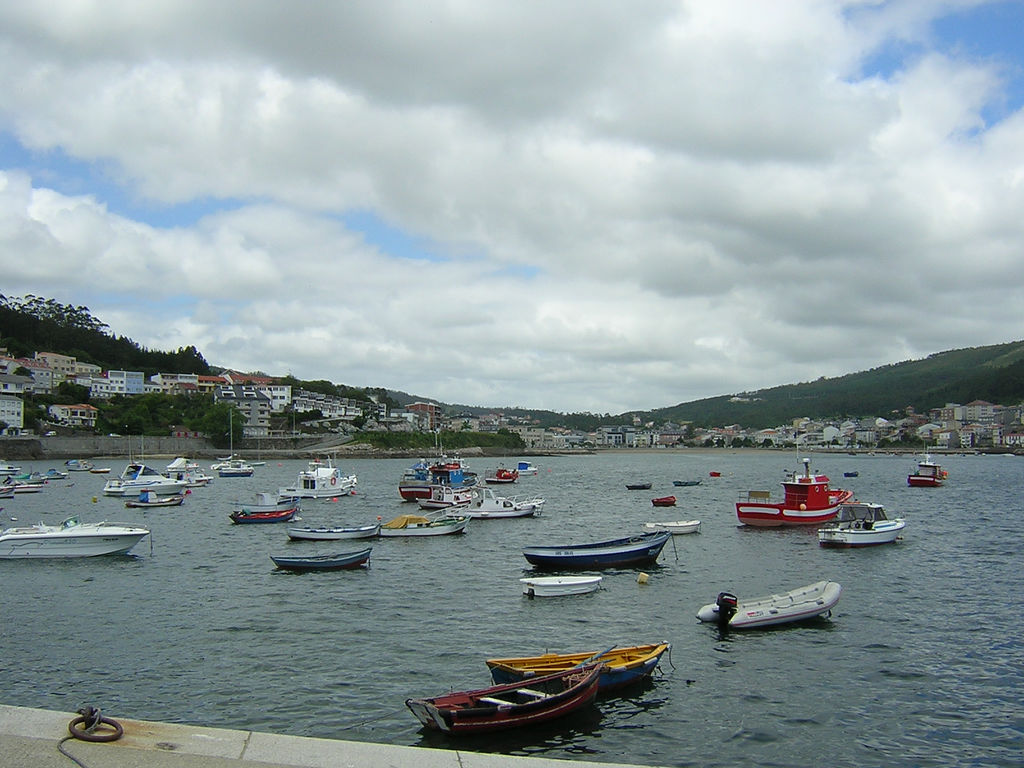
Cee visto desde Corcubión

## Saber más
Este artículo es una ampliación de los Caminos de Santiago en España.

## Documentación y bibliografía
- Camino de Fisterra-Muxía. Consellería de Cultura, Junta de Galicia. 1999
- El Camino de Santiago. Antón Pombo. Ed. Anaya Touring. 2004
- El Camino de Santiago. Santiago-Fisterra-Muxía. Xacobeo, Asociación Neira. 2004
- Prolongación Xacobea a Fisterra e Muxía. Antón Antxo Pombo. Asociación Galega de Amigos do Camiño de Santiago y Asociación Neira. 2004

## Información en la red
- Camino Cómodo
- Camino hacia Finisterre.
- Albergue Mar de Rostro
- Albergue O Logoso
- Asociación Galega de Amigos do Camino de Santiago
- Camino de Santiago en Bicicleta
- Camino de Finisterre
- caminodesantiago.org
- El Camino
- Federación Española de Amigos del Camino de Santiago
- Mundicamino
- santiago-compostela.net
- santiagoturismo.com
- xacobeo.es
- El Camino a Finisterre (gronze) Descripción detallada: origen, recorrido, distancias, albergues, pueblos, servicios, desniveles, cultura...
- Google satellite map San-Jean-Pied-de-Port to Finisterre Archivado el 13 de febrero de 2008 en Wayback Machine.
- Albergue o Rueiro
- Hotel Casa Jurjo Mazaricos. Servicio de transporte peregrinos al hotel

- Datos: Q925210